# Ruggero Albanese
Ruggero Costantino Paolo Albanese (Catania, 29 ottobre 1887 – Catania, 3 gennaio 1951) è stato un giornalista e dirigente sportivo italiano, pioniere dello sport catanese e tra i padri fondatori del Catania.

## Biografia

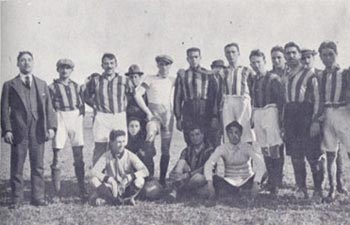
Il primo da sinistra, in piedi, è Ruggero Albanese nel 1909

Nato da famiglia agiata, era titolare di una gioielleria in via Vittorio Emanuele, in pieno centro storico di Catania. Personalità eclettica, in gioventù allo Sport Club Trinacria - società fondata nel 1909 dal barone Domenico Coniglione Stella - praticò varie attività sportive quali il tiro a segno, la pesistica e l'automobilismo. Dall'attività agonistica passò poco tempo dopo a quella giornalistica, che svolse dapprima come cronista de Lo Sport Siciliano ed in seguito come direttore di un settimanale locale, Il Risveglio Sportivo, fondato dal medesimo nel 1921.
Albanese si interessò pure al calcio e si adoperò per una sua maggiore diffusione nella città etnea: socio-sostenitore della Pro Patria Catania del barone Gaetano Ventimiglia - prima storica compagine calcistica catanese - fu tra coloro che contribuirono alla sua successiva trasformazione in Unione Sportiva Catanese; la società, sciolta allo scoppio della Grande Guerra, durante la quale ogni attività sportiva venne sospesa, venne ricostituita nel 1919 e Albanese ne divenne il presidente. Con la sua presidenza, la polisportiva etnea partecipò ai campionati federali di calcio, ed estese il suo campo di attività alla lotta greco-romana.
Affermatosi come uno dei maggiori dirigenti sportivi della città siciliana, fu promotore di ogni tipo di manifestazione sportiva che si svolgeva nella Catania degli anni venti e trenta del XX secolo. A seguito dell'esclusione della Catanese dai campionati FIGC, nel 1927 ideò ed organizzò un torneo di calcio denominato Campionato Catanese, che vide la partecipazione di sole rappresentative del capoluogo etneo. Il titolo della prima edizione non fu assegnato a causa di incidenti causati dagli spettatori, mentre due anni più tardi riorganizzò lo stesso torneo che vide la partecipazione anche di squadre provenienti dai comuni limitrofi; la seconda edizione fu vinta dalla Catanese.
Nel 1929 venne costituito a Catania l'Ente Sportivo della Federazione Fascista, il cui compito era di riordinare l'attività sportiva in tutto il territorio provinciale. Albanese fu tra i maggiori responsabili dell'Ente e contribuì alla fondazione della Società Sportiva Catania, prima polisportiva a portare il nome della città, in cui vi ricoprì ruoli da dirigente. Nel 1936 la società divenne Associazione Fascista Calcio Catania, della quale nel 1940 Albanese assunse temporaneamente la reggenza a seguito delle dimissioni del presidente avvocato Vittorio Emanuele Brusca, finché la presidenza venne poi assunta dal cavaliere Filippo Cusmano.
Nel 1944, a seguito dell'ingresso degli Alleati a Catania, Albanese venne segnalato alle autorità occupanti come elemento di spicco del fascismo locale e venne perciò tratto in arresto ed imprigionato nel campo di concentramento alleato di Priolo, dove rimase detenuto per tre mesi. Albanese, tuttavia, non era fascista: pagava la sua fama nell'ambito sportivo, pur non avendo nulla a che fare con la politica Dopo la scarcerazione, fece ingresso nella Società Sportiva Virtus et Robur Catania presieduta dal rag. Angelo Vasta, nota semplicemente come Virtus Catania, dove riprese la sua attività di dirigente sportivo.
Nel 1946 venne costituito il Club Calcio Catania, sorto dalla fusione tra le due compagini sportive cittadine, la Virtus Catania e la Catanese Elefante: a causa di contrasti con tre dei dieci soci fondatori - Naso, Manganaro Passanisi e Vasta - Albanese non entrò nell'immediato a far parte della nuova società, ma solo successivamente in qualità di socio vitalizio. All'origine di tali contrasti, vi sarebbe stato il suo fallito tentativo di far ammettere il Catania al campionato di Serie B, anziché in serie C, categoria da cui ripartì la neocostituita società rossazzurra.
Nel corso della sua lunga e cospicua carriera di dirigente sportivo, ricoprì tra gli altri anche gli incarichi di delegato provinciale del CONI e di presidente della sezione provinciale della Federazione Italiana Atletica Pesante. Nel suo ultimo periodo di vita fu afflitto da gravi malanni fisici che lo resero paralizzato e dovette perciò ritirarsi a vita privata; morto il 3 gennaio 1951 all'età di 63 anni, un anno più tardi in sua memoria fu istituito il Trofeo Ruggero Albanese, torneo locale di pugilato, lotta e atletica leggera, le cui annuali edizioni si svolsero fino ai primi anni ottanta.